# Беспальчук, Павел Иванович
Павел Иванович Беспальчук (бел. Павел Іванавіч Беспальчук; род. 19 марта 1955 года) — Белорусский травматолог-ортопед. Ректор Минского ордена Трудового Красного Знамени медицинского института (1997—2001), Белорусского государственного медицинского университета (2001—2009). Кандидат медицинских наук.

## Биография
Родился в Черниговке Приморского края 19 марта 1955 года. Окончил среднюю школу в 1972 году, Минский медицинский институт в 1978 году. С 1978 по 1983 гг.  работал младшим научным сотрудником проблемной группы ЦНИЛ при кафедре травматологии и ортопедии Минского медицинского института. В 1983-1985 годах работал клиническим ординатором кафедры травматологии и ортопедии, после чего еще 2 года в качестве врача ортопедо-травматологического отделения 6-й клинической больницы. С 1993 года по настоящее время является руководителем Республиканского центра хирургии кисти, работу которого организовал на базе 6-й ГКБ Минска. С 1994 по 2004 гг. – заведующий кафедрой  травматологии и ортопедии. В 1991-1994 гг. – декан лечебного факультета.
Ректор Минского ордена Трудового Красного Знамени медицинского института (1997—2001), Белорусского государственного медицинского университета (2001—2009). В настоящее время доцент кафедры травматологии и ортопедии университета.

## Научная деятельность
Автор 235 научных работ, 10 изобретений и 52 рационализаторских предложений. Основные работы посвящены актуальным разделам хирургии кисти: лечению повреждений разгибательного аппарата пальцев кисти, сухожилий сгибателей, энхондром кисти, переломов и вывихов костей, врожденной патологии кисти. Тема кандидатской диссертации: «Лечение изолированных повреждений разгибательного аппарата пальцев кисти», 1985 г. 

## Награды и премии
- Орден Почёта (Беларусь) (2002)
- Медаль международной академии им. А.Швейцера (1999)
- Орден международной академии им. А.Швейцера  (2004)
- Почетная грамота Совета Министров (2005 )
- Почетная грамота Национального Собрания (2005)
- Знак "Отличник здравоохранения Республики Беларусь" (2001)
- Знак "Отличник образования Республики Беларусь" (2005)